# Lekkoatletyka na Letnich Igrzyskach Olimpijskich 1932 – rzut dyskiem kobiet

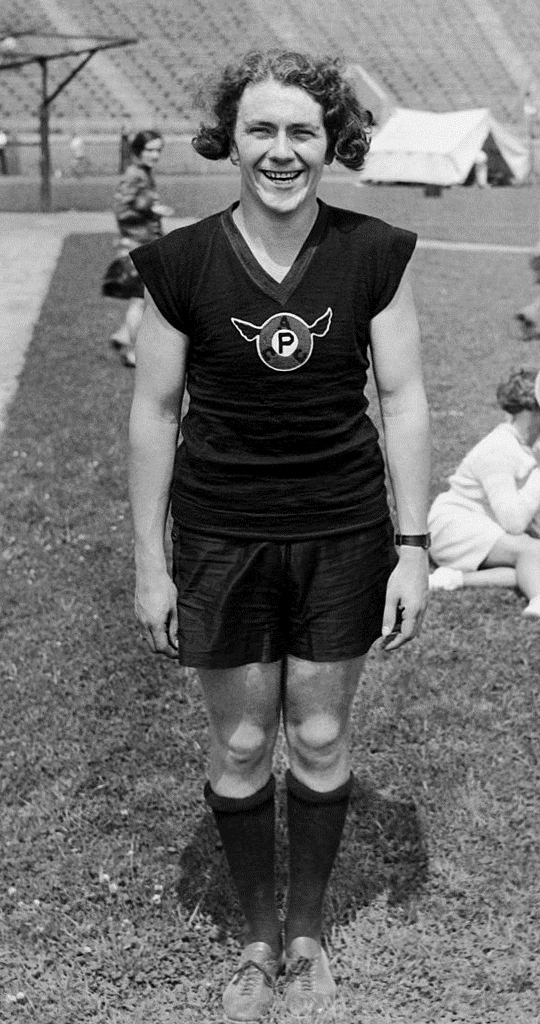
Lillian Copeland

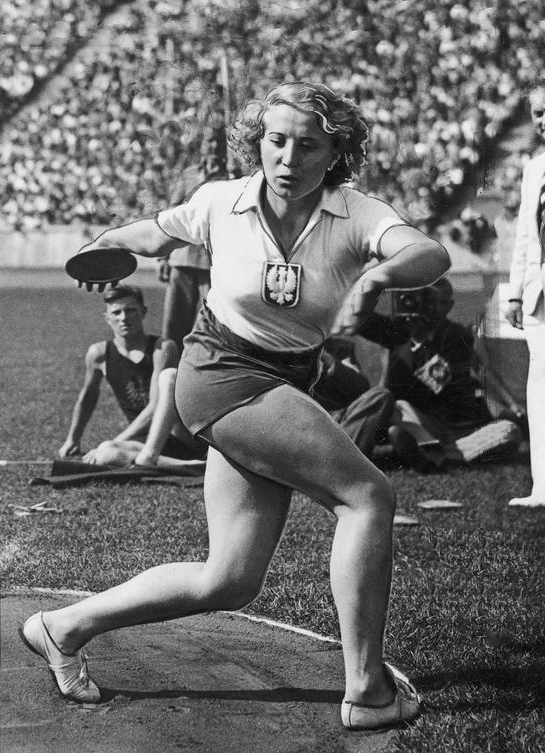
Jadwiga Wajs

Rzut dyskiem kobiet był jedną z konkurencji lekkoatletycznych rozgrywanych podczas igrzysk olimpijskich w Los Angeles. Zawody odbyły się w dniu 2 sierpnia 1932 roku na stadionie Los Angeles Memorial Coliseum. Wystartowało 9 zawodniczek z 4 krajów.

## Rekordy
|                   | Zawodniczka      | Wynik     | Miejsce | Data                 |
| ----------------- | ---------------- | --------- | ------- | -------------------- |
| Rekord świata     | Jadwiga Wajs     | 42,43     | Łódź    | 19 czerwca 1932(dts) |
| Rekord olimpijski | Halina Konopacka | Amsterdam | 39,62   | 31 lipca 1928(dts)   |

## Terminarz
| Data            |       | Godzina |
| --------------- | ----- | ------- |
| 7 sierpnia 1932 | Finał | 14:30   |

## Wyniki
Rozegrano tylko serię finałową.
| Pozycja | Zawodniczka            | Kraj              | Wynik | Uwagi |
| ------- | ---------------------- | ----------------- | ----- | ----- |
| 1.      | Lillian Copeland       | Stany Zjednoczone | 40,58 | [ 3 ] |
| 2.      | Ruth Osburn            | Stany Zjednoczone | 40,12 |       |
| 3.      | Jadwiga Wajs           | Polska            | 38,74 |       |
| 4.      | Tilly Fleischer        | Niemcy            | 36,12 |       |
| 5.      | Grete Heublein         | Niemcy            | 34,66 |       |
| 6.      | Stanisława Walasiewicz | Polska            | 33,60 |       |
| 7.      | Mitsue Ishizu          | Japonia           | 33,52 |       |
| 8.      | Ellen Braumüller       | Niemcy            | 33,15 |       |
| 9.      | Margaret Jenkins       | Stany Zjednoczone | 30,22 |       |